# Municipio de Fargo (Dakota del Norte)
El municipio de Fargo (en inglés: Fargo Township) es un municipio ubicado en el condado de Cass en el estado estadounidense de Dakota del Norte. En el año 2010 tenía una población de 4 habitantes y una densidad poblacional de 15,6 personas por km².

## Geografía
El municipio de Fargo se encuentra ubicado en las coordenadas 46°56′38″N 96°47′41″O / 46.94389, -96.79472. Según la Oficina del Censo de los Estados Unidos, el municipio tiene una superficie total de 0.26 km², de la cual 0,26 km² corresponden a tierra firme y (0 %) 0 km² es agua.

## Demografía
Según el censo de 2010, había 4 personas residiendo en el municipio de Fargo. La densidad de población era de 15,6 hab./km². De los 4 habitantes, el municipio de Fargo estaba compuesto por el 75 % blancos y el 25 % eran de una mezcla de razas. Del total de la población el 0 % eran hispanos o latinos de cualquier raza.